# Stella Barsosio

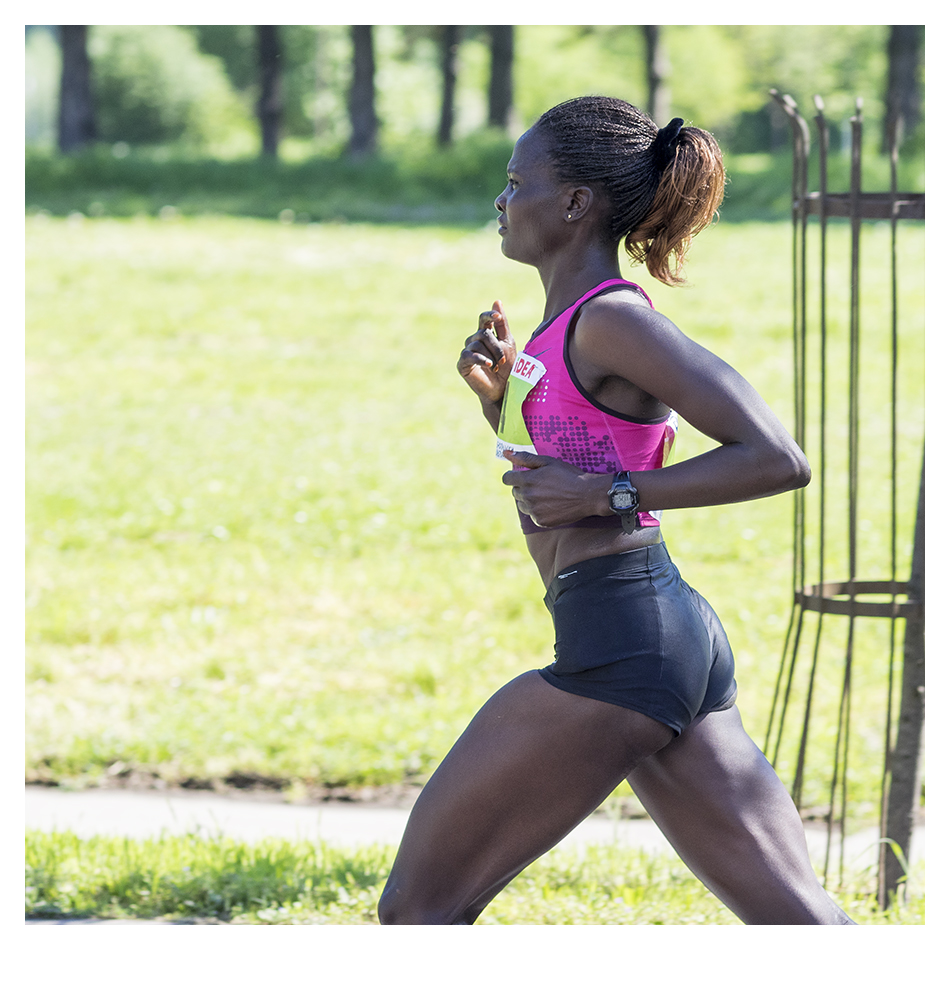
Stella Barsosio, 2016

Stella Barsosio  (* 12. März 1993), auch Stella Barsosio Chepngetich, ist eine kenianische Langstreckenläuferin, die sich auf die Marathonstrecke spezialisiert hat. 2021 gewann sie den Rotterdam-Marathon.

## Erfolge
Nach dem Beginn ihrer Laufkarriere auf kürzeren Strecken debütierte Barsosio 2014 auf der Marathondistanz.
Verlauf der Entwicklung der Bestzeiten:
- 2014	2:46:35	h, Zagreb, 12. Oktober 2014;  3. Platz
- 2015	2:36:15	h, Wrocław, 13. September 2015; 1. Platz
- 2016	2:33:13	h, Debno, 3. April 2016; 1. Platz
- 2017	2:28:14	h, Wrocław, 10. September 2017; 1. Platz
- 2018	2:23:43	h, Paris, 8. April 2018; 5. Platz
- 2019	2:23:36	h, Rotterdam, 7. April 2019; 2. Platz
- 2021	2:22:08	h, Rotterdam, 24. Oktober 2021; 1. Platz

Weitere Marathon-Siege gelangen Barsosio 2016 beim Belgrad-Marathon, 2017 beim Krakau-Marathon und beim Skopje-Marathon, sowie 2019 beim Sydney-Marathon. Beim Singapur-Marathon wurde sie 2018 und 2019 jeweils Zweite.
Den bis dahin bedeutendsten Erfolg erzielte Barsosio 2021 mit dem Sieg des Rotterdam-Marathons in persönlicher Bestzeit von 2:22:08 h.

## Persönliche Bestleistungen
- Halbmarathon: 1:09:31 h,  Limassol, 19. März 2017
- Marathon: 2:22:08 h,	Rotterdam, 24. Oktober 2021